# 눈 뜨는 봄

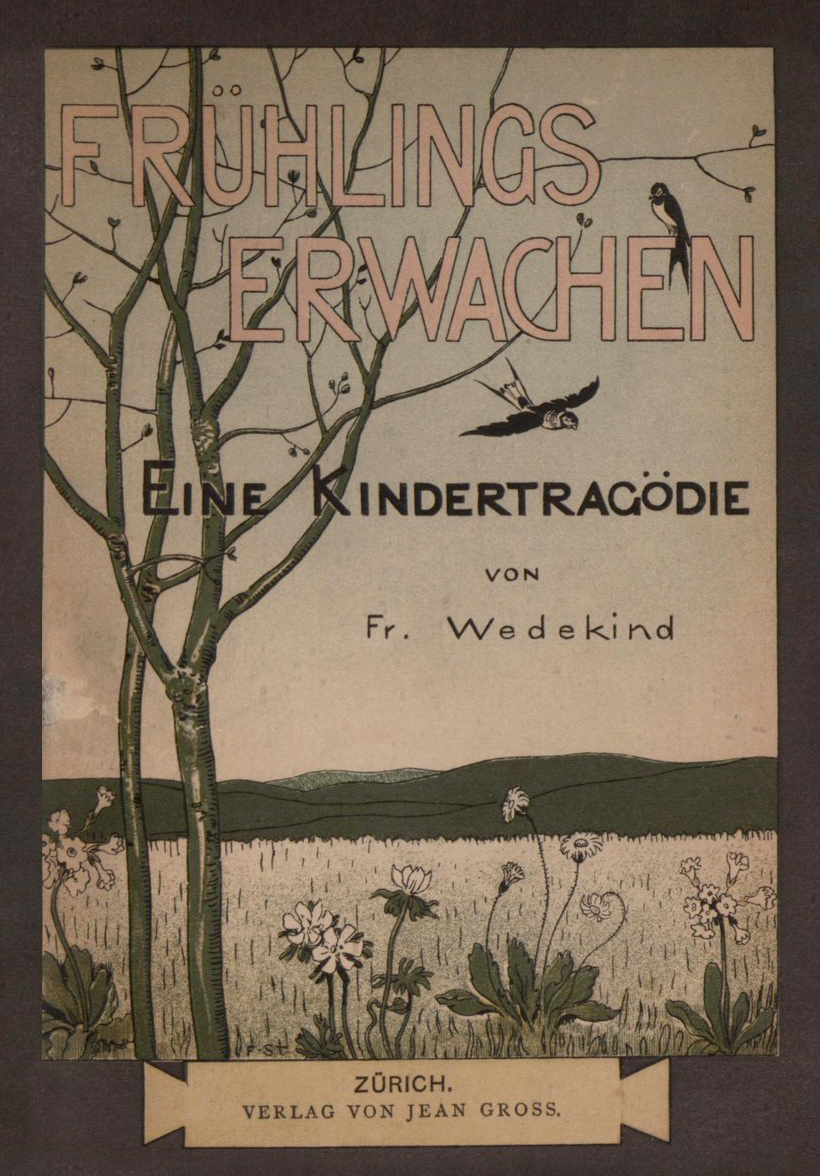
눈 뜨는 봄 초판 (1891년)

《눈 뜨는 봄》(독일어: Frühlings Erwachen) 또는 《스프링 어웨이크닝》(영어: Spring Awakening)은 프랑크 베데킨트의 희곡으로, 1891년 공개되었다. 사춘기 소년들의 성에 대한 각성과 그에 대한 어른들의 억압, 그 결과로 일어나는 소년의 비극을 그린 3막 작품이다. 검열에 의해 상연 금지 조치가 15년이 지난 1906년이 되어 막스 라인하르트의 연출로 초연되었다.

## 배경
프랑크 베데킨트는 동시대인들을 놀라게 하고 시민들을 두렵게 만든 존재였다. 금기 안에서 보호받고 유지되던 사회는 베데킨트로 인해 도전과 충격을 받았다. 사회는 그를 평화를 교란하는 자로 구분하고 검열로 박해했다. 베데킨트는 성 문제를 원초적인 사건으로 묘사하며, 성을 문명과 인습의 조종으로 소외된 혼돈스러운 자연의 힘으로 묘사한 최초의 작가에 속한다. 그는 사회적 안전 조치인 결혼과 가족제도 등 성 행동의 형식들에 대비해서 플레이보이들이 감행하는 순간적 외도의 독특한 매력에서 성의 악마성을 그려 보인다. 터부의 강요가 다른 영역으로 옮겨가고 성 문제가 사실적이고 객관적인 형태로 표현되고부터 베데킨트의 성의 신화화는 무리하고 희극적이라는 인상을 주기도 했으나, 중요한 것은 그가 선입견과 위선에서 벗어나 자유롭게 성 문제를 다룬 선구자였다는 점이다. 그에 의하면, “자연에서는 예의 없는 사건이란 전혀 없고, 오직 이롭거나 해로운 사건, 이성적이거나 비이성적인 사건이 있을 뿐이다”.
이 연극은 초연에서 스캔들이 되었다. 어른들의 케케묵은 속물 세계에 대한 선전포고로서, 갈피를 못 잡는 청소년과 경직된 아버지들 사이의 금기시되던 것에 대한 토론으로서 말이다. 이 작품은 시대를 초월한다. 왜냐하면 청소년들이 자신들의 동경과 열망 때문에 혼자서 얼마나 스스로를 파괴하고 소모하는지를 보여 주기 때문이다. 이 작품은 1890~1891년에 쓰였지만 1906년 막스 라인하르트가 공연할 때까지 초연될 수 없었다. 1912년에야 최종 결정으로 이 연극은 비로소 법원의 자유로운 공연 허가를 얻게 되었다.
최근 이 작품은 2006년 덩컨 셰이크(Duncan Sheik)가 뮤지컬로 작곡하고 마이클 메이어(Michael Meyer)가 연출해 ‘스프링 어웨이크닝’이라는 제목으로 무대에 올려져 토니상을 수상한 바 있다(2007년). 국내에서도 2009년 처음 공연되어 열렬한 호응을 얻었으며 2011년에 재공연되었다.

## 등장인물
- 벤들라 베르그만
- 멜키어 가보르
- 모리츠 스티펠
- 일세
- 한셴, 에른스트
- 오토, 게오르그, 로메르미어, 로베르트
- 테아, 마타
- 프라우 베르그만
- 파니 가보르
- 헤르 가보르
- Knochenbruch
- Knuppeldick, Zungenschlag, Fliegentod, Hungergurt, Sonnenstich
- Pastor Kahlbauch
- The Masked Man